# Adena Friedman

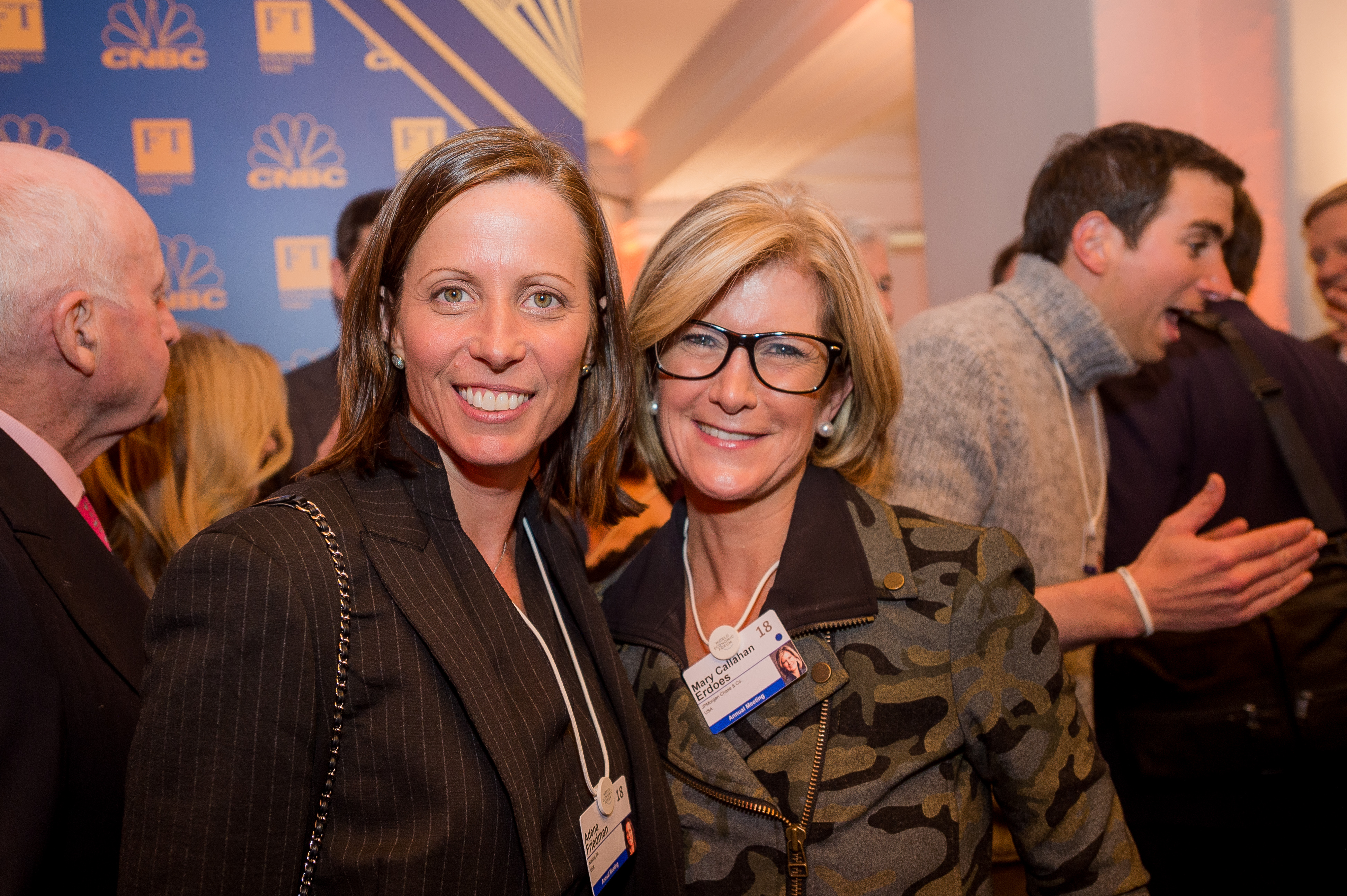
Adena Friedman (links). Neben ihr: Mary Callahan Erdoes, CEO von J.P.Morgan Asset Management.

Adena T. Friedman, geborene Adena Robinson Testa (geb. 1969) ist eine amerikanische Geschäftsfrau. Sie ist seit dem 1. Januar 2017 Präsidentin und CEO von Nasdaq und damit erste Frau an der Spitze einer globalen Börse. Sie hat sich seither für die Modernisierung der Technologiebörse, bessere Datenqualität, insbesondere auch für das Diversity-Reporting der gelisteten Unternehmen eingesetzt.

## Leben
Aufgewachsen ist Friedman in der amerikanischen Metropole Baltimore, als Tochter von Michael D. Testa, ehemaliger Managing Director bei T. Rowe Price Group, Inc., und Adena W. Testa, ehemalige Anwältin der Kanzlei Stewart, Plant & Blumenthal. 1993 heiratete sie Michael Cameron Friedman im Rahmen einer presbyterianischen Zeremonie in Hanover, New Hampshire. Zusammen hat das Ehepaar zwei Söhne. Friedman hat einen schwarzen Gürtel in Taekwondo, welcher ihr nach eigener Aussage geholfen hat, geschäftliche Situationen furchtloser anzugehen.

## Ausbildung
Friedman absolvierte ein Studium in Politikwissenschaft am Williams College und schloss mit einem Bachelor of Arts ab. Anschließend besuchte die Owen Graduate School of Management der Vanderbilt University, wo sie einen Master of Business Administration erwarb.

## Karriere
Von März 2011 bis Juni 2014 war die Finanzfachfrau Geschäftsführerin und CFO der Carlyle Group, wo sie maßgebend zum Börsengang des Unternehmens im Mai 2012 beigetragen hat.
Bevor sie zu Carlyle kam, war Adena Friedman über ein Jahrzehnt lang ein wichtiges Mitglied des Nasdaq-Managementteams und hatte verschiedene Funktionen inne, darunter die Leitung des Datenproduktgeschäfts des Unternehmens, die Leitung der Unternehmensstrategie und die Position des Chief Financial Officer. Sie spielte eine entscheidende Rolle in der Aquisitionsstrategie von Nasdaq und beaufsichtigte die Akquisitionen von INET, OMX und den Börsen in Philadelphia und Boston.
Nachdem sie 1993 ursprünglich als Praktikantin zu Nasdaq stieß, kehrte sie im Mai 2014 als Präsidentin zum Unternehmen zurück. Vor ihrer Ernennung zur Chief Executive Officer war Friedman während des gesamten Jahres 2016 als Chief Operating Officer tätig.
Im Jahr 2018 wurde Friedman Mitglied des Vorstands der Federal Reserve Bank of New York. Sie ist zudem im Vorstand von FCLTGlobal, einer gemeinnützigen Organisation, die Instrumente zur Förderung langfristiger Investitionen erforscht.
Forbes hat Friedman wiederholt als eine der mächtigsten Frauen der Welt auf ihrer jährlichen Power Women Liste aufgeführt.

## Öffentliche Äußerungen
Im April 2019 trat Friedman als TED Referentin auf und hielt eine Rede mit dem Titel: “What’s the future of capitalism?”.
Für die Spezialausgabe The World in 2020 des Magazins The Economist schrieb Friedman eine Kolumne mit dem Titel "Ideas for modernizing capitalism”.
Zudem teilte Friedman ihre Perspektive auf die Arbeits-Situation während der Covid-19-Pandemie in einem Artikel der The New York Times Logged On From the Laundry Room: How the C.E.O.s of Google, Pfizer and Slack Work From Home.